# Ганнівка (Звягельський район)
Га́ннівка — село в Україні, у Ємільчинській селищній територіальній громаді Звягельського району Житомирської області. Чисельність населення становить 61 особу (2001). До 1939 року — хутір.

## Населення
У 1906 році в поселенні налічувалося 11 жителів, дворів — 2, у 1923 році — 224 мешканці, дворів — 47.
Відповідно до результатів перепису населення СРСР, кількість населення станом на 12 січня 1989 року становила 83 особи. Станом на 5 грудня 2001 року, відповідно до перепису населення України, кількість мешканців села становила 61 особу.

## Історія
Наприкінці 19 століття — ферма Емільчинської волості Новоград-Волинського повіту Волинської губернії.
У 1906 році — ферма Емільчинської волості (2-го стану) Новоград-Волинського повіту Волинської губернії. Відстань до повітового центру м. Новоград-Волинський становила 29 верст, від волосного центру містечка Емільчин — 23 версти. Найближче поштово-телеграфне відділення розміщувалося в Емільчині.
У 1923 році — хутір; увійшов до складу новоствореної Королівської сільської ради, яка 7 березня 1923 року включена до складу новоутвореного Емільчинського (згодом — Ємільчинський) району Коростенської округи. Розміщувався за 18 верст від районного центру міст. Емільчин та за 3,5 версти — від центру сільської ради, слободи Королівка. У 1939 році віднесений до категорії сіл, у 1941—44 роках — центр сільської управи. 11 січня 1960 року, внаслідок об'єднання сільських рад, село підпорядковане Степанівській сільській раді Ємільчинського району.
29 березня 2017 року село увійшло до складу новоутвореної Ємільчинської сільської територіальної громади Ємільчинського району Житомирської області. Від 19 липня 2020 року, разом з громадою, у складі новоствореного Новоград-Волинського (згодом — Звягельський) району Житомирської області.